# 清水長郷

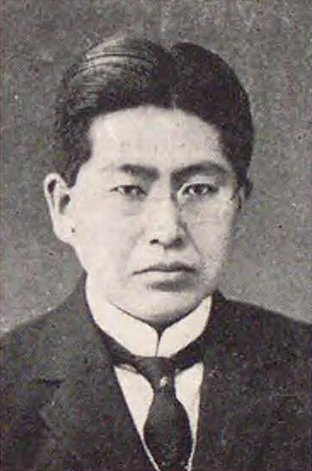
清水長郷

清水 長郷（しみず ながさと、1888年（明治21年）3月7日 - 1961年（昭和36年）12月9日）は、日本の衆議院議員（政友本党→立憲民政党）。ジャーナリスト。

## 経歴
岡山県後月郡芳井村（芳井町を経て現井原市）に長花利平の二男として生まれ、清水宗勝の養子となった。1908年（明治41年）、早稲田大学政治経済科を卒業した。岡山県農会雑誌編集主任、『国民新聞』記者、『読売新聞』経済部長、『東京朝日新聞』経済部長を歴任し、また神田銀行調査部長を務めた。
1924年（大正13年）、第15回衆議院議員総選挙に出馬し、当選。第17回衆議院議員総選挙でも再選を果たした。
その他に民政社理事、国政調査会理事長、東京貿易会館社長などを務めた。

## 著書
- 『北方観察』（1918年、南北社出版部）
- 『農村財政』（1925年、日本評論社）